# Lhotka (Olomouc)
Lhotka (in tedesco Klein Lhotta) è un comune della Repubblica Ceca facente parte del distretto di Přerov, nella regione di Olomouc.